# IC 1065
IC 1065 ist eine linsenförmige Galaxie vom Hubble-Typ SB0 im Sternbild Drache am Nordsternhimmel. Sie ist rund 565 Millionen Lichtjahre von der Milchstraße entfernt.
Das Objekt wurde am 7. April 1888 von Lewis Swift entdeckt.